# Тэнгэн (нэнго)
Тэнгэн (яп. 天元 тэнгэн, основа небес) — девиз правления (нэнго) японского императора Энъю с 978 по 983 год .

## Продолжительность
Начало и конец эры:
- 29-й день 11-й луны 3-го года Дзёгэн (по юлианскому календарю — 31 декабря 978 года);
- 15-й день 4-й луны 6-го года Тэнгэн (по юлианскому календарю — 29 мая 983 года).

## Происхождение
Название нэнго было заимствовано из 26-го цзюаня классического древнекитайского сочинения Ши цзи:「王者易姓、受命、必慎始初、改正朔、易服色、推本天元、順承厥意」.

## События
- 978 год (8-я луна 1-го года Тэнгэн) — император позволил дочери Фудзивары-но Канэиэ жить в его покоях, и вскоре после этого она родила ему сына[6];
- 978 год (10-я луна 1-го года Тэнгэн) — Фудзивара-но Ёритада был возведён в должность дайдзё-дайдзина; Минамото-но Масанобу получил пост садайдзина, а Фудзивара-но Канэиэ — место удайдзина[6];
- 20 сентября 980 года (9-й день 7-й луны 3-го года Тэнгэн) — буря, обрушившаяся на столицу Хэйан-кё, разрушила ворота Расёмон.

## Сравнительная таблица
Ниже представлена таблица соответствия японского традиционного и европейского летосчисления. В скобках к номеру года японской эры указано название соответствующего года из 60-летнего цикла китайской системы гань-чжи. Японские месяцы традиционно названы лунами.
| 1-й год Тэнгэн (Земляной Тигр)        | 1-я луна       | 2-я луна*  | 3-я луна  | 4-я луна               | 5-я луна* | 6-я луна  | 7-я луна*  | 8-я луна    | 9-я луна    | 10-я луна* | 11-я луна  | 12-я луна*   |                        |
| ------------------------------------- | -------------- | ---------- | --------- | ---------------------- | --------- | --------- | ---------- | ----------- | ----------- | ---------- | ---------- | ------------ | ---------------------- |
| Юлианский календарь                   | 10 февраля 978 | 12 марта   | 10 апреля | 10 мая                 | 9 июня    | 8 июля    | 7 августа  | 5 сентября  | 5 октября   | 4 ноября   | 3 декабря  | 2 января 979 |                        |
| 2-й год Тэнгэн (Земляной Кролик)      | 1-я луна*      | 2-я луна   | 3-я луна* | 4-я луна               | 5-я луна* | 6-я луна  | 7-я луна   | 8-я луна*   | 9-я луна    | 10-я луна  | 11-я луна* | 12-я луна    |                        |
| Юлианский календарь                   | 31 января 979  | 1 марта    | 31 марта  | 29 апреля              | 29 мая    | 27 июня   | 27 июля    | 26 августа  | 24 сентября | 24 октября | 23 ноября  | 22 декабря   |                        |
| 3-й год Тэнгэн (Металлический Дракон) | 1-я луна*      | 2-я луна*  | 3-я луна  | 3-я луна* (високосная) | 4-я луна  | 5-я луна* | 6-я луна   | 7-я луна*   | 8-я луна    | 9-я луна   | 10-я луна* | 11-я луна    | 12-я луна              |
| Юлианский календарь                   | 21 января 980  | 19 февраля | 19 марта  | 18 апреля              | 17 мая    | 16 июня   | 15 июля    | 14 августа  | 12 сентября | 12 октября | 11 ноября  | 10 декабря   | 9 января 981           |
| 4-й год Тэнгэн (Металлическая Змея)   | 1-я луна*      | 2-я луна*  | 3-я луна  | 4-я луна*              | 5-я луна* | 6-я луна  | 7-я луна*  | 8-я луна    | 9-я луна    | 10-я луна  | 11-я луна* | 12-я луна    |                        |
| Юлианский календарь                   | 8 февраля 981  | 9 марта    | 7 апреля  | 7 мая                  | 5 июня    | 4 июля    | 3 августа  | 1 сентября  | 1 октября   | 31 октября | 30 ноября  | 29 декабря   |                        |
| 5-й год Тэнгэн (Водяная Лошадь)       | 1-я луна       | 2-я луна*  | 3-я луна* | 4-я луна               | 5-я луна* | 6-я луна* | 7-я луна   | 8-я луна*   | 9-я луна    | 10-я луна  | 11-я луна* | 12-я луна    | 12-я луна (високосная) |
| Юлианский календарь                   | 28 января 982  | 27 февраля | 28 марта  | 26 апреля              | 26 мая    | 24 июня   | 23 июля    | 22 августа  | 20 сентября | 20 октября | 19 ноября  | 18 декабря   | 17 января 983          |
| 6-й год Тэнгэн (Водяная Коза)         | 1-я луна*      | 2-я луна   | 3-я луна* | 4-я луна               | 5-я луна* | 6-я луна* | 7-я луна   | 8-я луна*   | 9-я луна    | 10-я луна* | 11-я луна  | 12-я луна    |                        |
| Юлианский календарь                   | 16 февраля 983 | 17 марта   | 16 апреля | 15 мая                 | 14 июня   | 13 июля   | 11 августа | 10 сентября | 9 октября   | 8 ноября   | 7 декабря  | 6 января 984 |                        |

* звёздочкой отмечены короткие месяцы (луны) продолжительностью 29 дней. Остальные месяцы длятся 30 дней.